# Georg Friedrich von Jäger
Georg Friedrich von Jaeger ( * 1785 - 1866 ) fue un médico, botánico, algólogo, paleontólogo, y zoólogo alemán.
Estudió medicina en Tubinga, graduándose en 1808. En 1809 viajó por Francia y Suiza; para luego trabajar como médico en Stuttgart.
De 1817 a 1856, fue director en el "Real Gabinete de Historia Natural de Stuttgart. Desde 1822, profesor de química y de ciencias naturales en la Escuela Secundaria Superior en Stuttgart. Desde 1841 Obermedizinalrat. Describió dinosaurios y mamíferos fósiles.

## Algunas publicaciones
- 1828. Praemittuntur observationes de quibusdam Pini silvestris monstris. Ed. Mæntler. 8 pp.

### Libros
- 1814. Ueber die Missbildungen der Gewächse: ein Beytrag zur Geschichte und Theorie der Missentwicklungen organischer Körper (En las anomalías de las plantas: Una Contribución a la historia y la teoría de la evolución de los cuerpos orgánicos). Ed. Steinkopf. 320 pp. en línea
- 1823. Observationes quædam de effectibus variarum aëris specierum in plantas. Festa natalitia augustissimi ac potentissimi regis Württembergiae, ..., domini nostri clementissimi ... publica oratione a Gymnasio illustri Stuttgartiano pie celebranda indicit. Königliches Gymnasium Stuttgart. Ed. Mæntle
- 1823. De effectibus variarum aeris specierum in plantas
- 1824. De ichthyosauri sive proteosauri fossilis speciminibus in agro Bollens in Würtembergia repertis ... 14 pp.
- 1827. Über die Pflanzenversteinerungen welche in dem Bausandstein von Stuttgart vorkommen. Ed. J. B. Metzler'schen Buchh. 40 pp. en línea
- 1835. Ueber die fossilen Säugethiere, welche in Würtemberg aufgefunden worden sind ( mamíferos fósiles, que se han encontrado en Wurtemberg). Ed. C. Erhard. 60 pp.
- 1850. Über die Fossilen Säugethiere Würtembergs (Acerca de los mamíferos fósiles Würtemberg). 170 pp. en línea
- 1852. The Zoology of the Voyage of H. M. S. Herald under the Command of Captain Henry Kellett R.N.C.B. during the years 1845-1851. Publicó la Autoridad de Lords Commissioners of the Admirality : Londres
- 1864. Ueber die wirkungen des arseniks auf pflanzen im zusammenhange mit physiologie: landwirthschaft und medicinalpolizei (Sobre los efectos del arsénico sobre la fisiología de las plantas en relación con la agricultura y la medicina). Ed. E. Schweizerbart. 115 pp. en línea

- La abreviatura «Jaeger» se emplea para indicar a Georg Friedrich von Jäger como autoridad en la descripción y clasificación científica de los vegetales.[1]